# 싸이언 옵티머스 마하
싸이언 옵티머스 마하(CYON Optimus Mach)는 LG전자가 2010년 12월 28일에 출시한 스마트폰이다.

## 초기 리콜
초기 제품 소프트웨어 오류로 리콜이 있었으며 구매자들은 소프트웨어 업그레이드로 끝났다.

## 같이 보기
- 싸이언 옵티머스 시크
- 싸이언 옵티머스 원
- 싸이언 옵티머스 2X